# Energosuchus
Energosuchus (грецькою мовою означає «активний крокодил») — вимерлий рід архозаврів. Скам'янілості наявні у верхній каріомайольській і нижній синьській формаціях, що відслоняються вздовж берегів річки Велика Синя в Тимансько-Північно-Уральському регіоні на півночі європейської Росії, а також у букобайській формації в південній частині Башкортостану на південному Уралі європейської частини Росії. Обидва місця знаходження належать до ладинського ярусу середнього тріасу.